# Buchin
Buchin – wieś w Rumunii, w okręgu Caraș-Severin, w gminie Buchin. W 2011 roku liczyła 396 mieszkańców. 